# Bhiwani
Bhiwani est une ville indienne située dans le district de Bhiwani dans l’État de l'Haryana. En 2011, sa population était de 196 057 habitants.

## Source de la traduction
- (en) Cet article est partiellement ou en totalité issu de l’article de Wikipédia en anglais intitulé « Bhiwani » (voir la liste des auteurs).